# Альбицкий, Александр Михайлович (протоиерей)
Алекса́ндр Миха́йлович Альби́цкий (1838—1920) — протоиерей Русской православной церкви.

## Биография
Родился 13 (25) ноября 1838 года — сын священника Фёдоровского монастыря в Переславле-Залесском, Михаила Силыча Альбицкого. Его дети: Александр, Алексей (1840—1919), Фёдор (1842—1842), Александра (1842—?), Константин (1843—1856), Екатерина (1845—1930), Василий (1842—1856), Евдокия (1850—1932), Пётр (1853—1922), Василий (1857—1888), Иван (1860—1872).
После Переславского духовного училища окончил в 1860 году (третьим по успеваемости) Владимирскую духовную семинарию и решил не продолжать обучение в академии. Был рукоположен 4 ноября 1862 года во священника Покровской церкви села Иваново Шуйского уезда. Открыл здесь первую церковно-приходскую школу, число учащихся в которой вскоре достигло 200 человек. Затем по ходатайству местного общества им была открыта женская начальная школа, число воспитанниц которой также достигло до 200 человек. И, наконец, при фабрике Гарелиных была открыта ещё одна школа с такой же численностью учащихся.
В 1871 году он был переведён в Троицкую церковь Владимира, в 1872 году возвращён на прежнее место. В июле 1875 года был назначен служить во Владимир, в Знаменскую церковь. С 1879 года, сначала занимался устройством, а затем (с января 1880) долгое время управлял епархиальным церковно-свечным заводом и добился через 10 лет годовой прибыли завода в 25—30 тысяч рублей, а с 1906 года — до 50—70 тысячи рублей. Результаты деятельности завода стали источником материального благоустройства епархиальных духовно-учебных заведений. С 1883 года в течение 15 лет Альбицкий «нёс труды по управлению и руководству церковно-приходскими школами епархии». С сентября 1879 года состоял членом Совета Епархиального женского училища.
С 1892 года — протоиерей. Кроме церковных наград он был награждён орденами Св. Анны 2-й и 3-й ст. и орденом Св. Владимира 4-й ст.